# CO2-belasting

Koolstoftaksen en emissiehandel wereldwijd (2019)
Emissiehandel geïmplementeerd of gepland
Koolstoftaks geïmplementeerd of gepland
Emissiehandel of koolstoftaks wordt in overweging genomen

Een CO2-belasting, CO2-taks, CO2-heffing of koolstofbelasting is een belasting die wordt geheven op het koolstofgehalte van brandstoffen en is, net als bij emissiehandel, een manier om een prijs op CO2-uitstoot te zetten.
De meerderheid van economen stellen dat een koolstofbelasting de meest efficiënte en effectieve manier is om aan klimaatmitigatie te doen, met de minste nadelige gevolgen voor de economie.
Onderzoek naar landen waarin de taks werd ingevoerd toont aan dat de taks de uitstoot van broeikasgassen effectief vermindert.
Meer dan 25 landen of regio's hebben een koolstoftaks geïmplementeerd. Toch worden er wereldwijd nog altijd meer dan 300 miljard dollar aan subsidies voor fossiele brandstoffen gegeven.
In Nederland is er de CO2-heffing industrie, geregeld in de Wet belastingen op milieugrondslag.

## Principe

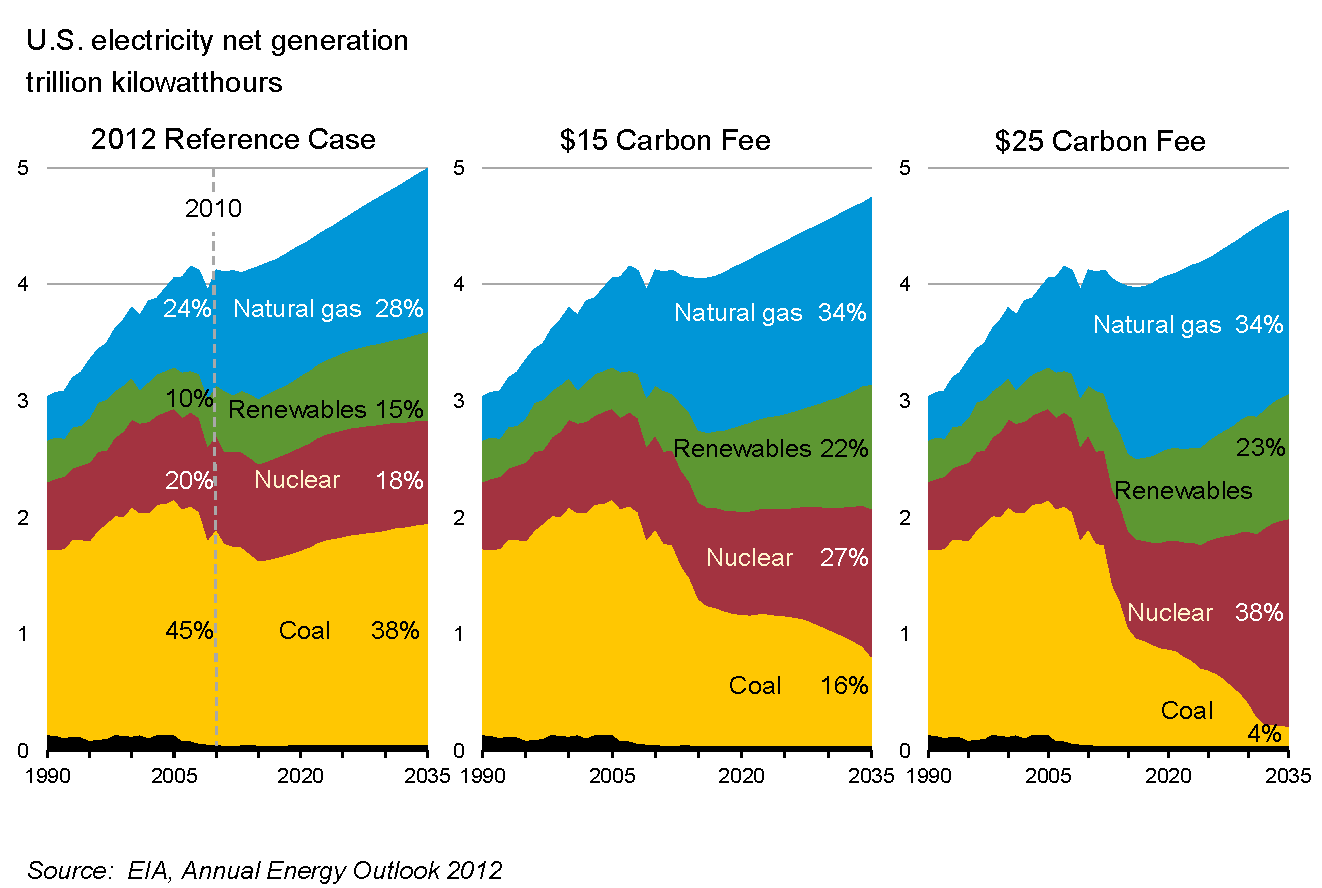
In 2012 het geraamde effect van een eventuele koolstoftaks op de bronnen van elektriciteitsproductie in de Verenigde Staten (US Energy Information Administration)

CO2 is een broeikasgas dat opwarming van de aarde veroorzaakt, wat veel negatieve effecten veroorzaakt op (de welvaart van) mensen en milieu. Aangezien broeikasgasemissies afkomstig van de verbranding van fossiele brandstoffen nauw verbonden zijn met het koolstofgehalte van de respectievelijke brandstoffen, kan deze negatieve externaliteit worden gecompenseerd door het koolstofgehalte van fossiele brandstoffen op elk punt in de productcyclus van de brandstof te belasten.
Koolstoftaksen zijn een Pigouviaanse belasting: ze lossen het probleem op dat de maatschappelijke kosten voor de uitstoot van broeikasgassen niet inbegrepen zijn in de prijs ervan. De belasting zou verder ook een concurrentievoordeel geven aan (of een concurrentienadeel wegwerken van) hernieuwbare energie. Verder zou energie uit steenkool meer belast en dus meer benadeeld worden dan energie uit gas, omwille van de hogere uitstoot van steenkool ten opzichte van gas.
Sommige bedrijven in landen of handelsblokken met een koolstoftaks kunnen een concurrentienadeel ondervinden ten opzichte van gebieden zonder koolstoftaks. Een voorgestelde oplossing zijn importheffingen op koolstof aan de grens: een koolstofgrenstaks.

## Opbrengsten
Een mogelijkheid om het geïnde belastingsgeld te gebruiken is dat de opbrengsten op een gelijk manier wordt verdeeld onder alle burgers (een koolstofheffing met koolstofdividend). Met deze maatregel worden CO2-uitstoters effectief belast en brengt het netto geld op voor mensen die een minder hoge uitstoot dan gemiddeld veroorzaken. Ook het verlagen van de loonlasten met de opbrengst van de koolstoftaks is een mogelijkheid.

## Effecten

### Distributieve effecten van een koolstoftaks
In de meeste gevallen rekenen bedrijven de kosten van een koolstofprijs door aan consumenten. Rijkere mensen veroorzaken een hogere CO2-uitstoot dan armere. Voor elke uitgegeven euro hebben lagere inkomens echter een hogere uitstoot, ze besteden namelijk een groter deel van hun inkomen aan uitstoot-intensieve basisgoederen zoals verwarming, elektriciteit en voeding. Een koolstoftaks zou lagere inkomens dus relatief meer treffen dan hogere inkomens (dit is dus een degressieve belasting). Verdere hebben rijkere gezinnen meer uitwijkmogelijkheden bij een koolstoftaks, ze hebben meer financiële ruimte om hun huis meer te isoleren, zonnepanelen te plaatsen of een elektrische auto te kopen.
Indien de opbrengst van de taks echter als dividend terug zou worden gegeven aan burgers, zou een koolstoftaks geen degressieve belasting meer zijn: bij mensen in de onderste 60% van de inkomensgroepen zou deze maatregel gemiddeld een positief effect hebben op hun koopkracht. In dit geval worden de belastingen dus progressief (hogere inkomens dragen relatief meer bij dan lagere inkomens).

### Effecten van een koolstoftaks met koolstofdividend
Een economische impactanalyse van 2014 door Regional Economic Models, Incorporated (REMI) concludeerde dat een koolstoftaks die begint bij $ 10 per ton en die met $ 10 per jaar wordt verhoogd, waarbij alle netto-inkomsten aan huishoudens als energiedividend zouden worden teruggegeven, aanzienlijke milieu-, gezondheids- , en economische voordelen:
- CO2-emissies in de Verenigde Staten zouden in de eerste 20 jaar tot 50% dalen ten opzichte van het niveau van 1990.
- In dezelfde tijdsspanne zou de vermindering van luchtvervuiling die gepaard gaat met CO2 emissies leiden tot 230.000 minder vroegtijdige sterfgevallen.
- Regelmatige dividenduitkeringen zouden de Amerikaanse economie stimuleren, wat zou leiden tot het creëren van 2,8 miljoen banen boven het basisscenario tijdens de eerste twee decennia van het programma.
- Het stimulerende effect bleek ook een positieve invloed te hebben op het nationale BBP, met een verhoging van $ 70-85 miljard per jaar wat voor een cumulatieve stijging van met $ 1,375 biljoen over 20 jaar zorgt ten opzichte van de baseline. Dit is het equivalent van het toevoegen van een extra jaar groei in die periode.

## Vergelijking met andere maatregelen
Zowel een koolstofbelasting als emissiehandel geven vervuilers een financiële stimulans om hun uitstoot van broeikasgassen te verminderen. Koolstofbelastingen bieden zekerheid over emissieprijzen, terwijl een emissiehandel zekerheid biedt over de hoeveelheid emissie. Beide (on)zekerheden hebben voor- en nadelen, waardoor een koolstofbelasting en emissiehandel complementaire instrumenten voor klimaatbeleid kunnen zijn.
Lu  et al. (2012) vergeleek een koolstofbelasting, een emissiehandel en vaste emissienormen op industrieel niveau. Ze concluderen dat marktgebaseerde mechanismen als koolstofbelasting en emissiehandel beter presteren dan emissienormen bij het behalen van emissiedoelstellingen met behoud van een stabiele industriële productie.